# 埃雷布尼城堡

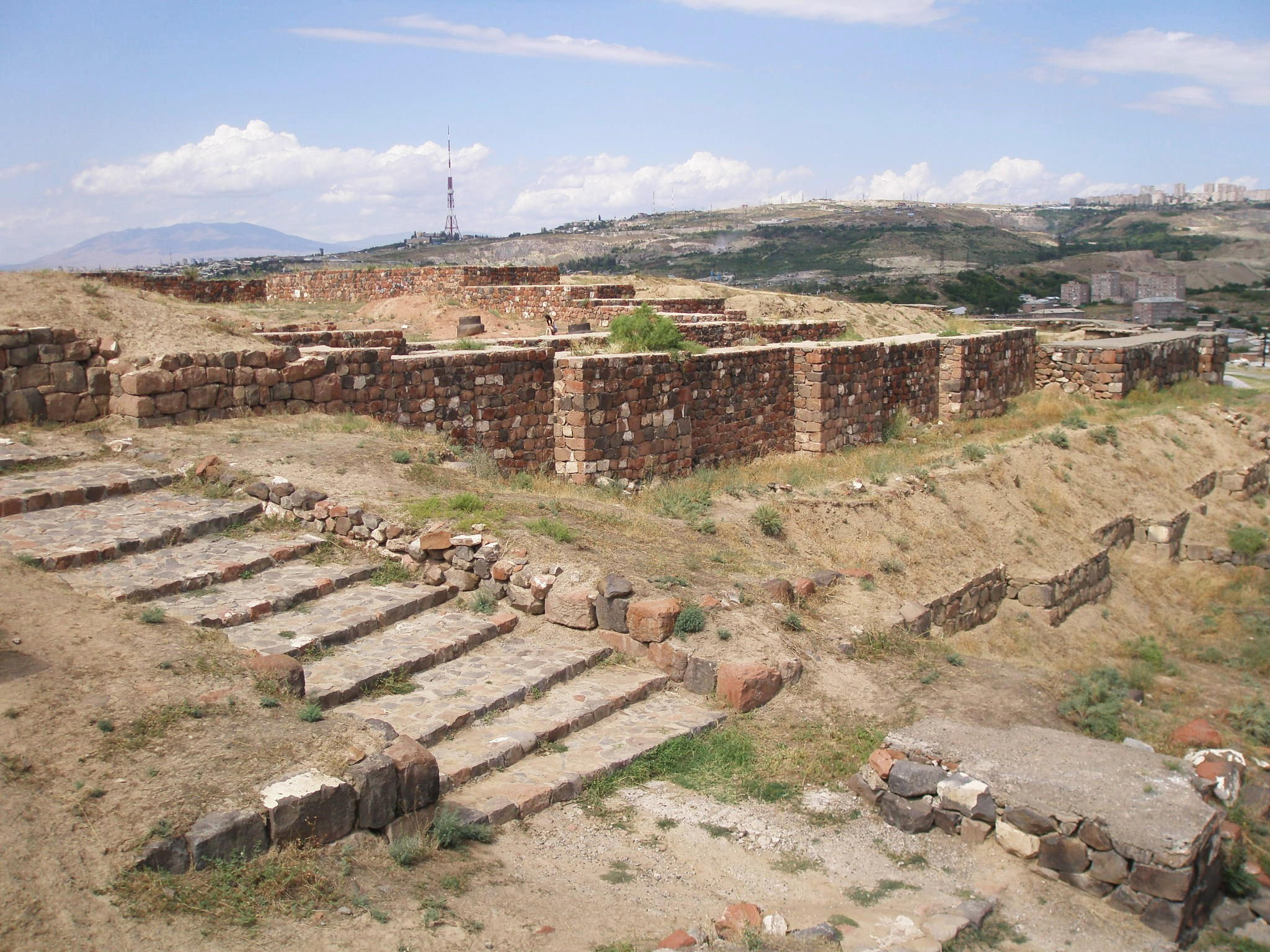
城堡遗迹

埃雷布尼城堡是位於亞美尼亞首都葉里溫的一座城堡，海拔高度1017米。埃雷布尼城堡曾是亞美尼亞的政治、經濟和文化中心，葉里溫這一城市名稱就是來源於埃雷布尼城堡。